# Museo de Historia de los Judíos
El Museo de Historia de los Judíos de Gerona se encuentra en el centro Bonastruc ça Porta, en medio de la Judería de Gerona. El edificio se encuentra en el espacio que habían ocupado la sinagoga y sus dependencias adyacentes en el siglo XV. 
El principal objetivo del Museo de Historia de los Judíos es preservar y difundir la historia de las comunidades judías de Cataluña, que a lo largo de toda la Edad Media formaron parte y contribuyeron decisivamente a la trayectoria histórica y al desarrollo cultural y científico del país. En la mayoría de los casos se han intentado ilustrar las explicaciones del recorrido museológico con ejemplos procedentes de la historia de la Gerona judía. Estos ejemplos, tanto documentales como arqueológicos o iconográficos, ofrecen una explicación genérica del estilo de vida judío en la Cataluña medieval.

## Recorrido por el museo

### La judería
Las juderías fueron unidades urbanas singulares que aparecieron en diferentes ciudades de la Cataluña medieval. Las callejuelas, viviendas, talleres u obradores (hornos y mataderos), tiendas y edificios rituales (sinagoga y baños), formaban un entramado que reunía las condiciones para que se desarrollara la vida judía en la Cataluña medieval.
Las intervenciones arqueológicas realizadas en el Centro Bonastruc ça Porta (2012-13) para habilitar un espacio destinado a las exposiciones temporales pusieron al descubierto los restos de una casa de la judería construida en el siglo XIII. A finales del siglo XIV sufrió un incendio y, en el siglo XV, se reutilizó como carnicería judía, que formaba parte del complejo de la sinagoga, hasta el 1492. Pocos años después se derribó y se convirtió en un patio, donde en los siglos XIX y XX se construyeron nuevas paredes y alcantarillas.

### Festividades y tradiciones
En esta sala se puede conocer el ciclo litúrgico del pueblo judío. La comunidad celebra y mantiene viva su memoria histórica y religiosa con diferentes festividades a lo largo del año. Aquí se pueden observar y conocer elementos y objetos que todavía hoy se utilizan en las fiestas y celebraciones del calendario judío.

### La sinagoga
Este ámbito del museo introduce al visitante en el espacio sagrado de la sinagoga, lugar donde la comunidad estudia, ora, se reúne y celebra sus festividades. Aquí se pueden observar elementos rituales y de culto, así como hallazgos arqueológicos y documentos (originales y reproducciones) que hacen referencia a las sinagogas de Gerona.

### La herencia cultural
La producción científica, literaria y filosófica en época medieval tiene como destacados protagonistas a personalidades del judaísmo catalán. El panel de gran formato que preside la sala es un homenaje a todos aquellos nombres ilustres. Entre estos, destaca Mossé ben Nahman, el maestro de Gerona. La personalidad más lúcida del judaísmo gerundense de época medieval tiene reservado un espacio donde se da a conocer la calidad y notoriedad de su obra y de su periplo vital desde Gerona hasta la tierra de Israel.

### El cementerio
Paseo imaginario por lo que fue el cementerio de la comunidad desde el siglo XIII, situado en el norte de la ciudad, en Montjuïc. La sala muestra, en un panel luminoso, el camino que tenían que recorrer las comitivas fúnebres desde la judería hasta el cementerio. Las lápidas que se exponen aquí contienen bellos epitafios escritos en recuerdo de las judías y los judíos que vivieron en la ciudad.

### Inquisición y expulsión
En 1478, los Reyes Católicos crearon el Tribunal del Santo Oficio de la Inquisición para perseguir la herejía e imponer la fe cristiana. Toda la población conversa era, para la Inquisición, sospechosa de judaizar en secreto. Por eso, era controlada y perseguida con insistencia. Este ámbito gira en torno a los horrores y las penurias de aquellas personas que fueron perseguidas, torturadas y, finalmente, obligadas a exiliarse.

## Piezas destacadas
- Pendientes de plata. Pendientes de plata con trabajo de filigrana. Esta joya nos acerca al mundo íntimo y personal de la vida de las mujeres en los hogares de la judería de Gerona.[8]
- Jarra de cerámica vidriada. Durante las excavaciones arqueológicas (2012-2013), en el patio interior del Museo de Historia de los Judíos se localizaron las estructuras de una casa del siglo XIII que había sido destruida a finales del siglo XIV. Esta gran pieza de cerámica estaba encastada dentro de los muros interiores de la casa. Todo indica que fue colocada expresamente, porque el muro de piedra se levantó a su alrededor: este es uno de los misterios de la judería pendientes de resolver.[9]
- Ketubá (contrato matrimonial). Cuando se formalizaba un compromiso matrimonial, se establecía un contrato que regulaba los derechos de la novia en cuestiones como la dote y la vida familiar. Esta Ketubá corresponde al matrimonio de David, hijo de Messul·lam de Gallac, y Astruga, hija de Abraham ben Jucef, de Castelló d’Empúries. Este es el único contrato matrimonial hebraico localizado en las comarcas gerundenses, uno de los más bellos y bien conservados de Cataluña. El pergamino había formado parte de la encuadernación de un volumen notarial.[10]
- Restos del micvé. Los restos del micvé (baño ritual) utilizado por la comunidad judía de Gerona entre 1435 y 1492 se encuentran en la segunda planta, cruzando el patio. Su localización ha sido posible gracias a unas excavaciones realizadas en febrero de 2014 en torno al espacio de la vieja cisterna. Se trata de un micvé de pequeñas dimensiones que recogía el agua de la lluvia, que llegaba a través de una canalización, descubierta durante las excavaciones.[11]
- Piedra sinagogal. La inscripción debía de estar al lado del arón ha-kodesh (el armario sagrado donde se guardaba el rollo de la Torá), en la gran sinagoga de Gerona del siglo XIV. Es un llamamiento a los fieles a seguir los mandamientos de la ley judía, con la invocación del salmo de David: “Casa de Jacob, venid y caminad a la luz de Yahvé...”[12]
- Sefer Torá. El Libro de la Ley contiene, en forma de rollo, los cinco primeros libros de la Biblia y constituye la base de todo el judaísmo. La Torá (ley) es la pieza más importante e imprescindible de la sinagoga.”[13]
- Atlas de Cresques. Una de las más importantes actividades de los judíos catalanes fue su dedicación a las ciencias, entre ellas la astronomía y la cartografía. En 1373, dos judíos de Mallorca, Jafudà y Abraham Cresques, padre e hijo, recibieron el encargo del rey de confeccionar un mapamundi de todo el mundo conocido. El resultado fue este bello ejemplar de siete tablas, que fue entregado por el monarca catalán como regalo de bodas al delfín de Francia.[14]
- Sello de Mossé ben Nahman. En 1970, en unas excavaciones cerca de Acre, en Israel, fue encontrado el sello de bronce con el que firmaba las cartas y documentos el más importante personaje de la Gerona judía, el maestro Mossé ben Nahman, o Nahmánides. El sello lleva la inscripción hebrea: ¡Mossé, hijo del rabino Nahman, el gerundense, ten coraje!.[15]
- Lápida de Josef. La lápida contiene un emotivo recordatorio de un niño fallecido prematuramente: Estela fúnebre del amoroso joven de delicias Josef, hijo del rabino Jacob, que esté en la Gloria, que lo guarde su Roca y su Redentor.[16]
- Lápida de Estelina. En esta ocasión, la recordada es una mujer que llevaba el bonito nombre de Estelina y que pertenecía a una familia distinguida de la comunidad: Esta es la estela fúnebre de la honrada Estelina, esposa del ilustre y sereno Bonastruc Josef. Tenga su mansión en el jardín del Edén.[17]
- Documento de expulsión, 1492. El 20 de abril de 1492, los Jurados de Gerona recibieron notificación de la orden del rey que dictaba que, antes del día 31 de julio de ese mismo año, todos los judíos y las judías que no se quisieran convertir tenían que marcharse de la ciudad para siempre. Con este edicto, copiado en el Manual de acuerdos del Ayuntamiento, se cerraban más de seis siglos de historia compartida y fructífera.[18]